# گورنگی کروپاتس
گورنگی کروپاتس (به صربی: Gornji Krupac) یک منطقهٔ مسکونی در صربستان است که در الکسیناتس واقع شده‌است. گورنگی کروپاتس ۵۱۰ نفر جمعیت دارد.